# Hôpital Chalucet
Pour les articles homonymes, voir Chalucet.
L'hôpital Chalucet est un ancien hôtel-dieu puis hôpital situé dans la ville de Toulon, en Provence-Alpes-Côte d'Azur dans le Var. Il est partiellement détruit au début du XXIe siècle et transformé en quartier à vocation culturelle accueillant entre autres la médiathèque Chalucet et plusieurs écoles d'enseignement supérieur en bordure du jardin Alexandre-Ier.

## Histoire
L'hôpital de la Charité est construit en 1700 par Monseigneur Bonnin de Chalucet, évêque de Toulon. Sa statue figure à l'entrée de la chapelle.
La chapelle de l'hôpital, à l'exclusion de la salle pour les malades aménagée dans l'attique, les façades et toitures du pavillon d'entrée de l'hôpital, le jardin public (ancien jardin de l'hôpital), à l'exclusion des bâtiments et des aménagements liés à la transformation en jardin public sont inscrits au titre des monuments historiques par arrêté du 10 juin 1993.